# 座敷童子 (小惑星)
座敷童子（ざしきわらし、10223 Zashikiwarashi）は小惑星帯に位置する小惑星。
静岡県清水市（現在の静岡市清水区）の日本平観測ステーションで浦田武が発見した。
岩手県などに伝わる精霊的な存在の座敷童子から命名された。